# الرزانية (سوريا)
الرزانية قرية سورية سكنها تركمان الجولان قبل أن يتم تهجيرهم من قبل إسرائيل التي احتلت القرية في حرب 1967. تقع الرزانية جنوب شرق قرية القادرية وتفصلها عن القنيطرة مسافة 16 كم باتجاه الجنوب الغربي، كانت بيوتها من الحجارة البازلتية بسقوف من الخشب والطين وصفائح التوتياء، وبعضها ذات أسقف قرميدية.
كانت فيها مطحنة وجامع ومدرسة وهي من قرى المنطقة الجنوبية الغربية من القطاع الأوسط، وتتبع من الناحية الإدارية لناحية الخشنية في محافظة القنيطرة.
يحدها من الشمال مزرعة عين القرة التركمانية، ومن الشرق مزرعة عين وردة، ومن الجنوب قرية السلوقية، ووادي الوشاشة، ومن الغرب قريتا ضبية والقادرية.
بلغ عدد سكانها قبل عام 1967 م قرابة 500 نسمة.
اشتهرت الرزانية بزراعة العنب والتين والحبوب كالقمح والشعير والذرة البيضاء والبقوليات، وبتربية المواشي كالأبقار والأغنام. فيها نبع ماء شرقي المطحنة وهو شرقي القرية ويسمى نبع المشبك.